# سکوت قصر
سکوت قصر (عربی تونسی: صمت القصور، Samt el qusur) یک فیلم به کارگردانی مفیده تلاتلی است که در سال ۱۹۹۴ منتشر شد. از بازیگران آن می‌توان به هند صبری و سامی بواجیله اشاره کرد.